# Amara anthobia
Amara anthobia là một loài bọ cánh cứng trong chi Amara thuộc họ Carabidae.